# 希爾德蒙特 (喬治亞州)
希爾德蒙特（英語：Heardmont）是位於美國喬治亞州艾伯特縣的一個非建制地區。該地的面積和人口皆未知。

## 地理
希爾德蒙特的座標為34°06′38″N 82°41′43″W / 34.11056°N 82.69528°W，而該地的平均海拔高度為167米（即548英尺）。